# Plantă ornamentală

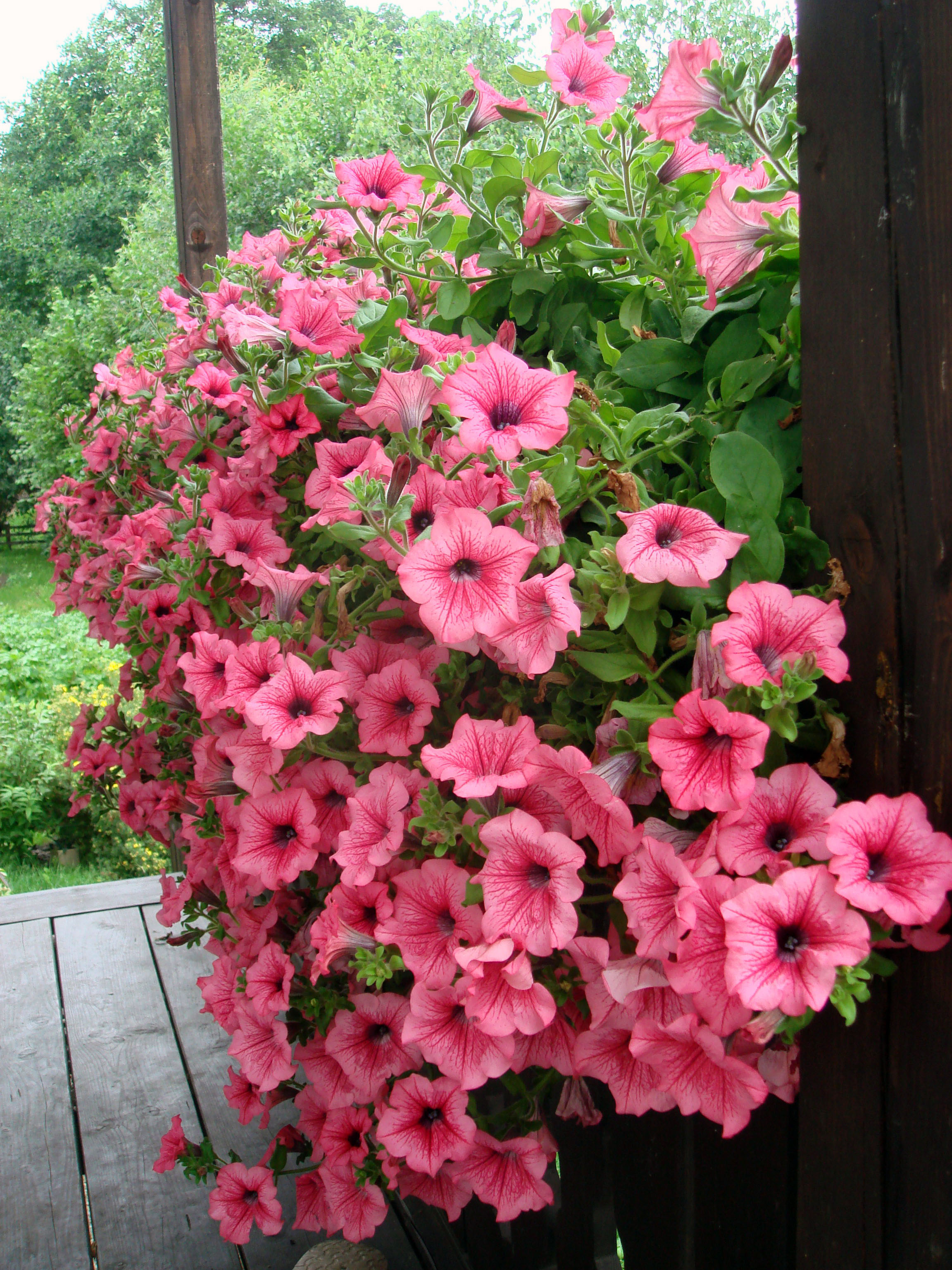
Flori de petunia.

Plantele ornamentale sunt cultivate cu scopuri decorative. Multe, dacă nu majoritatea, sunt plante cu flori, și sunt alese pentru calități precum culoarea, forma, mirosul și înfloririle de lungă durată. Există multe exemple de plante ornamentale care pot oferi intimitate și frumusețe oricărei grădini. Toate tipurile principale de plante au multe soiuri ornamentale: copaci, arbuști, plante acvatice, plante perene și anuale. Clasificările non-botanice includ plante de apartament, plante pentru flori tăiate și plante de frunziș. Cultivarea plantelor ornamentale intră sub incidența floriculturii și a pepinierei, care este o ramură majoră a horticulturii.
În mod obișnuit, plantele ornamentale de grădină sunt cultivate pentru a afișa caracteristici estetice, inclusiv: flori, frunze, miros, textura generală a frunzișului, fructe, tulpină, scoarță și formă estetică. În unele cazuri, trăsăturile neobișnuite pot fi considerate a fi de interes, cum ar fi spinii proeminenți al trandafirului sau al cactusului.

## Istoric
Cultivarea plantelor ornamentale este foarte veche, datând din cele mai îndepărtate vremuri, de când omul a încercat să-și facă mediul de viață mai primitor, încă dinainte de vremurile istorice.
Picturile mormintelor egiptene antice din anul 1500 î.Hr. arată dovezi fizice ale horticulturii ornamentale și ale designului peisagistic. Faraonii bogați din Amon aveau o mulțime de pământ pentru a crește toate tipurile de plante ornamentale. În China, cultivarea plantelor ornamentale a apărut în lucrări literare și artistice istorice. De exemplu, poetul Tao Yuanming (365-427) scria la vremea sa că cultivarea trandafirilor datează de mai bine de o mie de ani, iar cea a crizantemelor de cel puțin 1600 de ani. Crizantema este chiar atestată în scrierile chineze din secolul al V-lea î.Hr.

## Cultivare

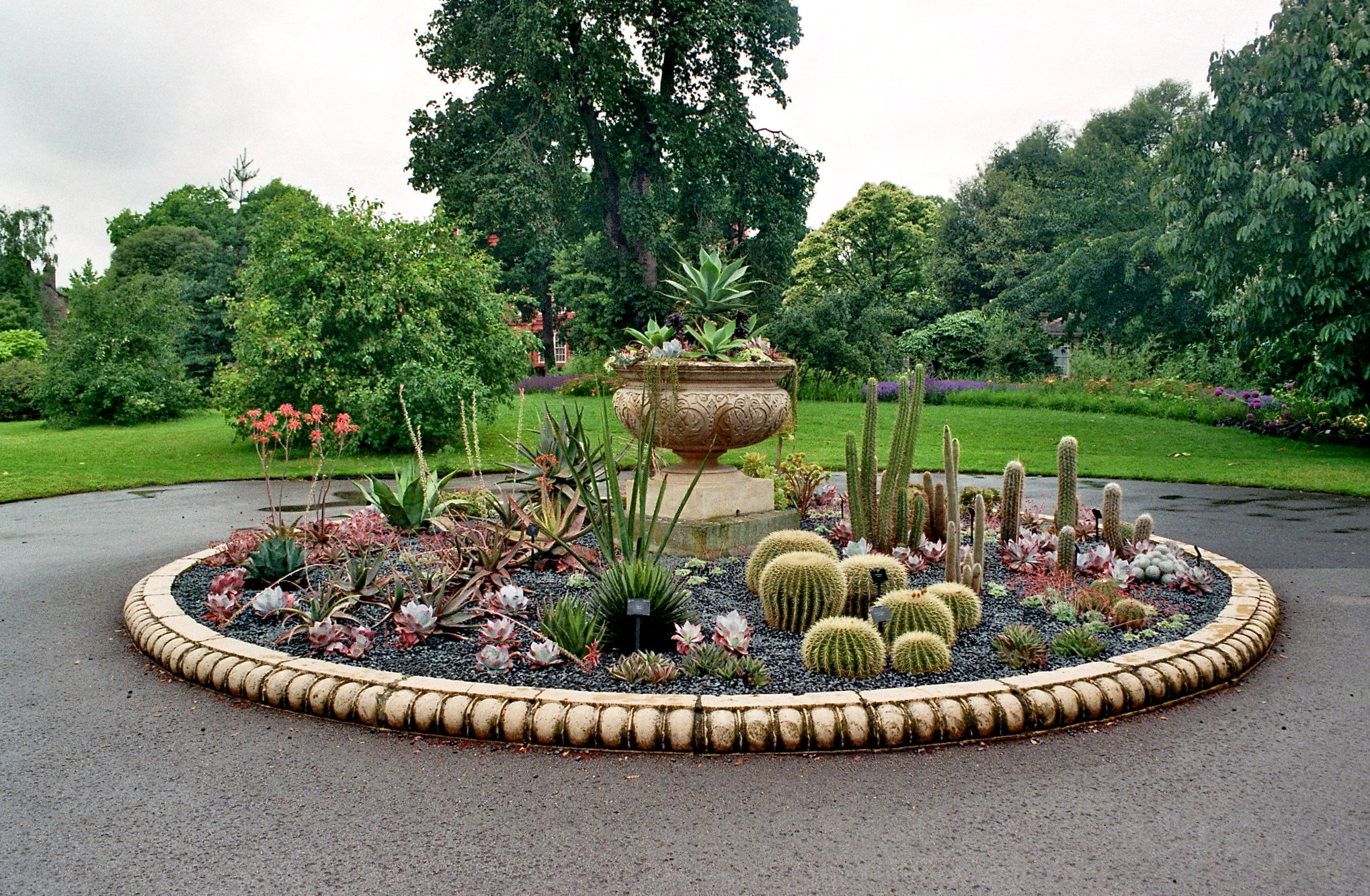
Kew Gardens, Londra.

Plantele și arborii ornamentali se deosebesc de plantele utilitare și de cultură, cum ar fi cele folosite pentru agricultură, silvicultură sau pomii fructiferi. Acest lucru nu împiedică cultivarea unui anumit tip de plantă atât pentru calități ornamentale, cât și în scopuri utilitare. Astfel, levănțica este cultivată de obicei ca plantă ornamentală în grădini, dar poate fi cultivată și ca plantă de cultură pentru producția de ulei de lavandă. Totuși, în timp ce unele plante sunt atât ornamentale, cât și funcționale, de obicei termenul „plante ornamentale” se referă la plante care nu au nicio valoare în afară de scopul ornamental.
Unele plante ornamentale sunt cultivate în principal pentru frunzișul lor arătos; acest lucru este valabil mai ales pentru plantele de apartament. Alte plante ornamentale sunt cultivate pentru înflorirea lor. Plantele înflorite dau un aspect mai bun grădinilor, iar mulți grădinari preferă să planteze o varietate mare de flori, astfel încât grădina să fie înflorită continuu prin primăvară și vară. În funcție de tipurile de plante cultivate, florile pot fi subtile și delicate, sau mari și arătatoare, unele plante ornamentale producând arome distinctive, iar unele sunt și benefice.